# Emmy Lindström
Emmy Lovisa Anna Lindström, född 22 maj 1984 i Linköpings Berga församling i Östergötlands län, är en svensk kompositör och violinist. Hon skriver musik främst för orkester, kör och kammarmusikensembler, och hade sitt genombrott 2017 med sin första klarinettkonsert At the Hills of Hampstead Heath.

## Biografi
Lindström är född 1984 i Linköping. På eget initiativ fick hon vid fem ålder börja spela violin, och hon skrev sin första komposition vid åtta års ålder. Efter sex år i Linköpings Musiklasser 1994–2000 följde tre år vid De Geergymnasiet i Norrköping 2000–2003. Därefter fortsatte hon till Musikhögskolan vid Göteborgs universitet och Kungliga Musikhögskolan (KMH) i Stockholm för master-studier i violin. Lindström började även studera komposition vid KMH under denna tid, men valde att avbryta dessa studier kort därefter. Parallellt med sina violinstudier tog hon privatlektioner i komposition för Rolf Martinsson och Albert Schnelzer.
Som violinist har Lindström arbetat vid Östgötateatern i Linköping och Norrköping, där hon både arbetade som soloviolinist i orkestern samt agerade på scen i titelrollen i Jerry Bocks Spelman på taket 2006–2007. Under åren som följde komponerade hon flera verk för soloinstrument, sång och kammarmusikensembler, bland annat Magnolia (2009) för soloklarinett som framfördes runtom i Europa av klarinettisten Emil Jonason, In Sad Cypress Let Me Be Laid (2011) för soloflöjt och röst, Tintomara (2013) för flöjt och gitarr.
Lindströms genombrott som tonsättare av symfonisk musik kom 2017 när hennes första klarinettkonsert At the Hills of Hampstead Heath framfördes av klarinettisten Emil Jonason och Helsingborgs symfoniorkester (HSO). Uruppförandet sändes i Sveriges Radio P2 (SR P2) och verket turnerade i Sverige under detta år. Säsongen efter utnämndes hon till Composer-In-Residence hos HSO och skrev då det 21 satser långa verket Lost Clown (2018) för orkestern. Även detta verk spelades in av SR P2.
År 2019 vann hennes klarinettkonsert At the Hills of Hampstead Heath första pris i Kaleidoscope International Vocal and Instrumental Competition i Los Angeles, där Emil Jonason framförde verket i finalen.
2022 skrev Lindström operan Ålevangeliet (efter boken Ålevangeliet av Patrik Svensson) för Folkoperan i Stockholm. Produktionen turnerade även runtom i Sverige i samarbete med Riksteatern.
2022–2023 var Lindström Composer-In-Residence vid Kulturhuset Spira i Jönköping, och skrev då sin andra klarinettkonsert I’ll tell you how the sun rose för Jönköping Sinfonietta och klarinettisten Emil Jonason.

## Kompositioner

### Soloverk
- Magnolia - klarinett
- Nocturne in blue - flöjt
- In sad cypress let me be laid - flöjt/röst
- Why do the birds go on singing? - horn

### Kammarmusik
- Song about Em - klarinett och stråkkvartett / stråkorkester
- Sånger till Emelie - flöjt, violin, viola, cello
- Reflection – When I Turned Myself Inside Out - klarinett och piano
- Tintomara - flöjt och gitarr
- Four Nocturnes - violin eller klarinett och piano
- Zars svit - klarinett och violin
- Impromptu - violin och piano
- Allow me - to step outside time - flöjt/altflöjt och klarinett/basklarinett

### Orkester / Solokonserter / Opera
- In Memoriam - stråkorkester
- Nu faller snö - stråkorkester
- Klarinettkonsert nr 1 At the Hills of Hampstead Heath - klarinett och symfoniorkester
- The Lost Clown - symfoniorkester
- Ålevangeliet (opera) - symfoniorkester, kör (SATB), sopran, tenor, baryton och EWI 4000S (Electric Wind Instrument). Efter boken Ålevangeliet av Patrik Svensson.
- Klarinettkonsert no.2 I’ll tell you how the sun rose - klarinett och symfoniorkester
- Havsbetraktelser - oboe, fagott, blåsorkester
- Barn av ros och förgätmigej - symfoniorkester, sopran, tenor och barnkör (SSAA)

### Vokalt
- Vintergatan fryser - kör (SATB) och recitation
- Avsked vid havet - kör (SATB)
- På ängarna doft av violer - kör (SATB)
- WOMB - manskör (TTBB)

## Utmärkelser
- 2018 - At the Hills of Hampstead Heath nominerad till Musikförläggarnas pris, kategorin Stor ensemble/Opera[4]
- 2019 - Emil Jonason vann Kaleidoscope International Vocal and Instrumental competition i Los Angeles med At the Hills of Hampstead Heath[5]
- 2020 - Lost Clown - nominerad till Musikförläggarnas pris Stor ensemble/opera[6]

## Omnämningar
- ”Vi ska lägga namnet Emmy Lindström på minnet. Jag tror att hon kommer att bli en stor tonsättare.”[7]
- ”Musik som byggs utav glädje!”[8]
- ”Paret Lindströms lekfullhet nästan oförskämt charmerande”[9]
- "Oratorium om ålen håller liv i operakonsten"[10]
- "Nytt ljus över Pierrot"[11]
- "Med full fart och sprittande energi"[12]

## Diskografi
- Emil Jonason plays Lindström + Mozart[13]
- Colours of Sweden[14]
- The Lost Clown - svit ur[15]